# Dardanella
Dardanella è una canzone popolare pubblicata nel 1919 da Fred Fisher, che ha scritto i testi per la musica composta da Felix Bernard e Johnny S. Black. Il bandleader Ben Selvin (1898-1980) registrò "Dardanella" per numerose etichette discografiche (tra cui la Victor e la Paramount) e da alcune stime le sue registrazioni della melodia hanno venduto un totale complessivo di oltre un milione di copie. Il coro è:
I love your harem eyes

I'm a lucky fellow

To capture such a prize

Oh Allah knows, my love for you

And he tells you to be true

Dardanella,Oh hear my sigh

My Oriental

Oh sweet Dardanella

Prepare the wedding wine

There'll be one girl in my harem

When you're mine

We'll build a tent

Just like the children

Of the Orient

Oh, sweet Dardanella

My star of love divine!»